# (210) Isabella
(210) Isabella ist ein Asteroid des mittleren Hauptgürtels, der am 12. November 1879 vom österreichischen Astronomen Johann Palisa an der Marine-Sternwarte Pola in Istrien entdeckt wurde.
Es ist kein Bezug der Benennung zu einer Person oder einem Ereignis bekannt.
Aufgrund der Bahneigenschaften wird (210) Isabella zur Nemesis-Familie gezählt.

## Wissenschaftliche Auswertung
Aus Ergebnissen der IRAS Minor Planet Survey (IMPS) wurden 1992 erstmals Angaben zu Durchmesser und Albedo für zahlreiche Asteroiden abgeleitet, darunter auch (210) Isabella, für die damals Werte von 86,7 km bzw. 0,04 erhalten wurden. Eine Auswertung von Beobachtungen durch das Projekt NEOWISE im nahen Infrarot führte 2012 zu vorläufigen Werten für den Durchmesser und die Albedo im sichtbaren Bereich von 102,0 km bzw. 0,03. Nach der Reaktivierung von NEOWISE im Jahr 2013 und Registrierung neuer Daten wurden die Werte 2016 angegeben mit 97,2 km bzw. 0,03, diese Angaben beinhalten aber hohe Unsicherheiten.
Eine Auswertung archivierter Lichtkurven ermöglichte einer Forschergruppe in einer Untersuchung von 2016 die Berechnung eines Gestaltmodells des Asteroiden für zwei alternative Rotationsachsen mit retrograder Rotation. Die Rotationsperiode wurde zu 6,6719 h bestimmt. Zwischen 2012 und 2018 wurden mit der All-Sky Automated Survey for Supernovae (ASAS-SN) auch photometrische Daten von 20.000 Asteroiden aufgezeichnet. Auf mehr als 5000 davon konnte erfolgreich die Methode der konvexen Inversion angewendet werden, darunter auch (210) Isabella, für die in einer Untersuchung von 2021 ein verbessertes dreidimensionales Gestaltmodell für zwei alternative Rotationsachsen mit retrograder Rotation und einer Periode von 6,6719 h berechnet wurde.
Aus archivierten Daten des Asteroid Terrestrial-impact Last Alert System (ATLAS) aus dem Zeitraum 2015 bis 2018 konnte in einer Untersuchung von 2022 mit der Methode der konvexen Inversion eine Rotationsperiode von 6,6719 h berechnet werden. Im Jahr 2023 wurde aus photometrischen Messungen von Gaia DR3 erneut ein dreidimensionales Gestaltmodell des Asteroiden für zwei alternative Rotationsachsen mit retrograder Rotation und einer Periode von 6,6721 h berechnet.
Abschätzungen von Masse und Dichte für den Asteroiden (210) Isabella aufgrund von gravitativen Beeinflussungen auf Testkörper hatten in einer Untersuchung von 2012 zu keinen als sinnvoll erachteten Ergebnissen geführt.